# Singly
Singly é uma comuna francesa na região administrativa de Grande Leste, no departamento das Ardenas. Estende-se por uma área de 9,92 km². Em 2010 a comuna tinha 139 habitantes (densidade: 14 hab./km²).